# Yellowstone Lake
Der Yellowstone Lake (früher auch Lake Eustis und Sublette's Lake) ist mit 354 km² der größte See des Yellowstone-Nationalparks und der größte Bergsee in Nordamerika mit einer Seehöhe von mehr als 2000 Metern. Er liegt auf 2357 Metern Höhe im Süden des Parks, im Teton County im US-Bundesstaat Wyoming. Mit seinem Nordostufer grenzt er auch an das Park County. In der Länge (Nord-Süd) misst er maximal 32 km, in der Breite (Ost-West) 22 km. Die Küste zieht sich auf 177 km hin. Die durchschnittliche Tiefe ist 43 m, die maximale Tiefe beträgt 122 m. Im August steigt die Oberflächentemperatur auf durchschnittlich 16 °C (60,8 °F); die Temperatur am Seegrund erreicht nie mehr als 5,5 °C (42 °F).
Der Yellowstone Lake ist zu großen Teilen mit bewaldeten Bergen umgeben. Beim Westufer befindet sich ein Geothermalgebiet mit heißen Quellen und Geysiren, das West-Thumb-Geysir-Becken.
In den letzten Jahren hob sich der Grund des Sees markant; im Mittel ca. 2,5 cm/Jahr. Dies deutet auf zunehmende geologische Aktivitäten hin. Als Folge wurden Teile des Nationalparks für Touristen gesperrt.

## Geologie
Beim letzten großen Ausbruch des Yellowstone-Vulkans vor ca. 640.000 Jahren brach die Magma-Kammer im Erdinnern des Yellowstone-Gebietes zusammen. Es entstand eine große Caldera, die später teilweise mit Lava-Strömen gefüllt wurde. Während der letzten Eiszeit formte ein Gletscher zum größten Teil in der Caldera das Seebecken. Der Wasserspiegel des ursprünglichen Sees lag 30 bis 60 Meter über dem heutigen Niveau. Damals erstreckte sich der See weit ins Hayden Valley hinein, bis an den Fuß des Mount Washburn. 
Der Yellowstone Lake entleerte sich im Laufe der geologischen Entwicklung in verschiedene Richtungen: Über den Snake River nach Süden in den Pazifik, in die Hudson Bay, ein Randmeer des Arktischen Ozeans, und heute über den Yellowstone River, Missouri River und Mississippi River in den Golf von Mexiko, ein Randmeer des Atlantiks.

## Naturschutz
Das Ökosystem des Sees gilt als gestört, seit in den 1970er Jahren der  Amerikanische Seesaibling im See ausgesetzt wurde und die einheimische  Yellowstone-Cutthroat-Forelle verdrängte. Seit 2004 drängten Ökologen auf Schutzmaßnahmen, die ab 2006 umgesetzt wurden. Seitdem werden Seesaiblinge aggressiv abgefischt, während gleichzeitig die Laichverhältnisse der Forelle verbessert werden. Bis 2014 zeigten die Schutzmaßnahmen deutliche Erfolge. Der führende Wissenschaftler sprach davon, dass die Forelle „die Kurve bekommen“ hätte und die Zahlen nach oben zeigten. Der Bestand des Saiblings geht zurück, während unter den Jungfischen die Zahl der Forellen deutlich steigt.

## Aktivitäten
Aufgrund des kalten Wassers wird von Schwimmen im See abgeraten, allerdings herrscht kein Schwimmverbot. In Grant Village und Bridge Bay können Boote gemietet werden. Von Bridge Bay aus können Reisende an Rundfahrten teilnehmen. 
Lizenzen zum Angeln können bei Ranger-Stationen, Besucherzentren, Parkläden und dem Hafen in Bridge Bay erworben werden.

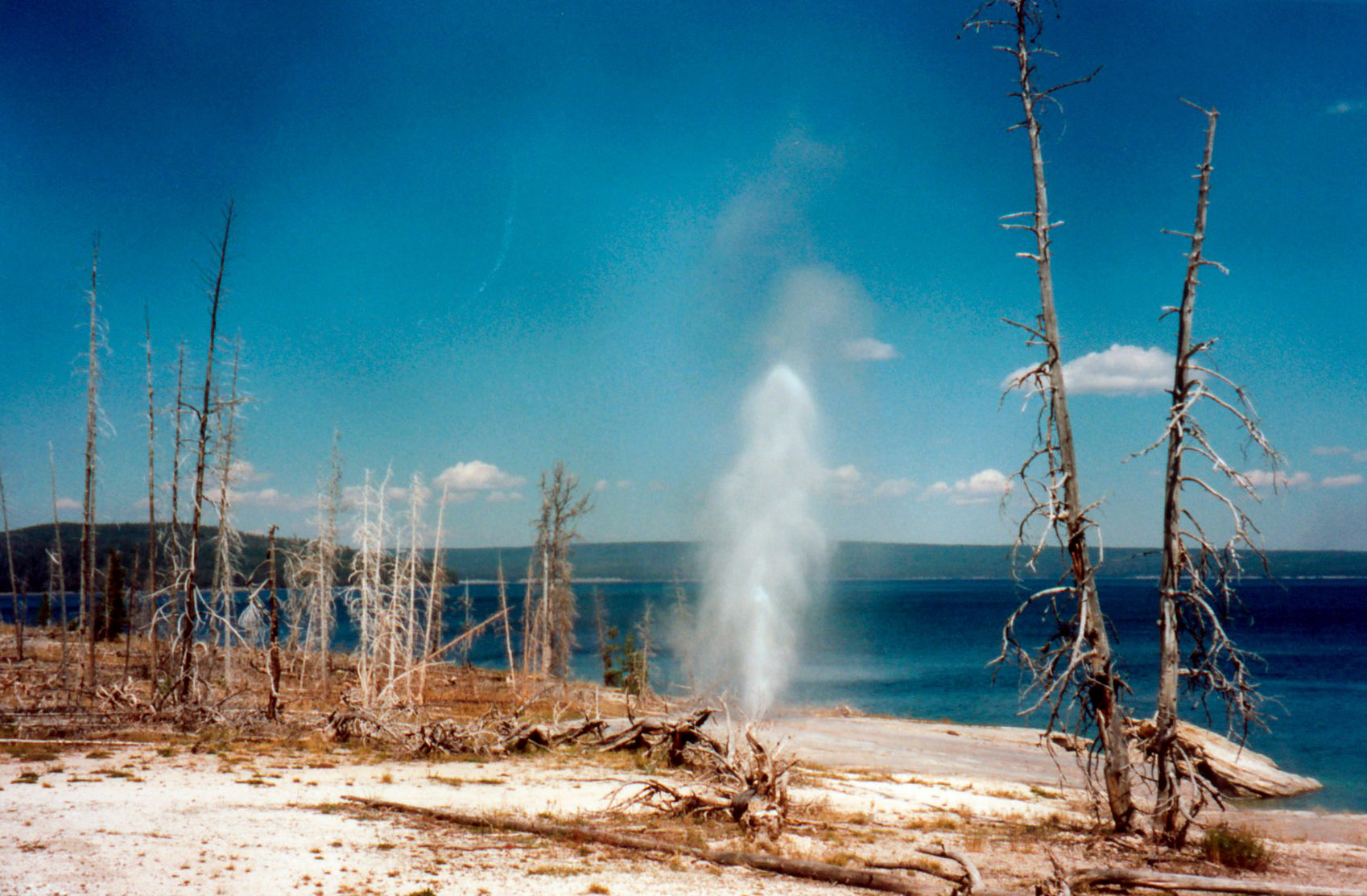
Geysir am Yellowstone Lake
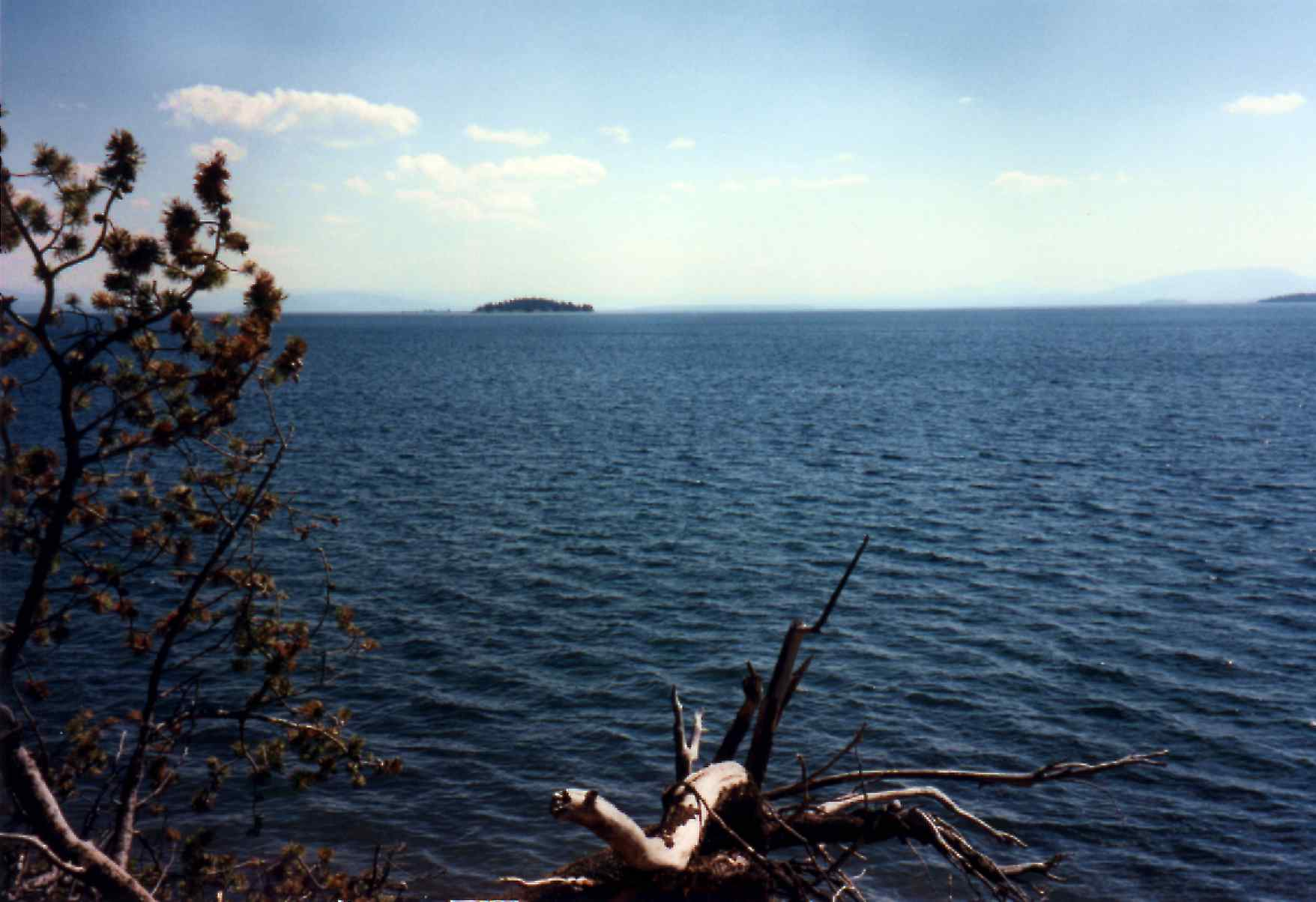
Yellowstone Lake
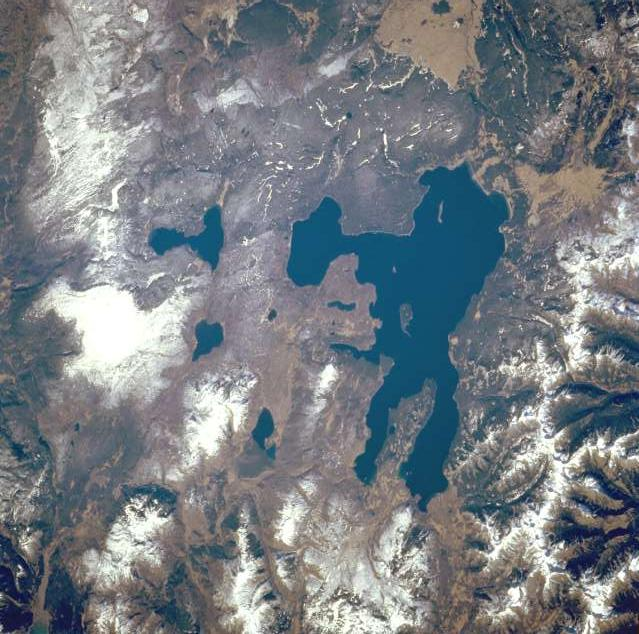
Satellitenbild